# Radmarkt
Radmarkt (Eigenschreibung: RadMarkt) ist eine deutsche Fachzeitschrift für den Markt rund um Fahrräder und motorisierte Zweiräder.

## Hintergrund
Das ursprünglich in Bielefeld bei Gundlach herausgegebene Blatt erscheint heute in der Tochtergesellschaft BVA BikeMedia mit Sitz in Ismaning.
In ihrer Geschichte hatte die Zeitschrift verschiedenen Nebentitel. Das Blatt nannte sich zeitweilig Nachrichtenblatt für das Fahrrad- und Motorrad-Mechaniker-Handwerk. Es trug Untertitel wie einzige deutsche Fachzeitschrift der Zweiradwirtschaft. Offizielles Mitteilungsorgan des Verbandes des Deutschen Zweiradhandels e.V. (VDZ), auch englischsprachig Two-wheeler market und in französischer Sprache Marché du deux-roués. Neuere Ausgaben verwiesen im Untertitel auch auf die „Bundesfachgruppe Zweiradmechanik“ und den „Zentralverband des Deutschen Mechanikerhandwerks“. Von 1933 bis 1944 erschien das Blatt unter dem Titel Radmarkt und Reichsmechaniker. Fachzeitschrift des Reichsverbandes des Mechanikergewerbes e.V. Älteste und führende Fachzeitschrift für Fahrrad- und Motorfahrzeug-Technik und Handel. Seit 2016 lautet der Titel Radmarkt. Das Branchenmagazin.